# Contea di Roberts (Texas)
La contea di Roberts in inglese Roberts County è una contea dello Stato del Texas, negli Stati Uniti. La popolazione al censimento del 2010 era di 929 abitanti: si tratta quindi della settima contea meno popolosa dello stato texano. Il capoluogo di contea è Miami, che è l'unica città della contea, escludendo Wayside, che è una comunità non incorporata. La contea è stata creata nel 1876 ed organizzata nel 1889. Il suo nome deriva da Oran Milo Roberts, governatore del Texas.

## Geografia
| Anno | Popolazione | ±%     |
| ---- | ----------- | ------ |
| 1880 | 32          | Note:  |
| 1890 | 326         | 918.8% |
| 1900 | 620         | 90.2%  |
| 1910 | 950         | 53.2%  |
| 1920 | 1,469       | 54.6%  |
| 1930 | 1,457       | −0.8%  |
| 1940 | 1,289       | −11.5% |
| 1950 | 1,031       | −20.0% |
| 1960 | 1,075       | 4.3%   |
| 1970 | 967         | −10.0% |
| 1980 | 1,187       | 22.8%  |
| 1990 | 1,025       | −13.6% |
| 2000 | 887         | −13.5% |
| 2010 | 929         | 4.7%   |

Secondo l'Ufficio del censimento degli Stati Uniti d'America la contea ha un'area totale di 924 miglia quadrate (2390 km²), di cui 924 miglia quadrate (2390 km²) sono terra, mentre 0,1 miglia quadrate (0,26 km², corrispondenti allo 0,01% del territorio) sono costituiti dall'acqua.

### Strade principali
- U.S. Highway 60
- State Highway 70

### Contee adiacenti
- Ochiltree County (nord)
- Lipscomb County (nord-est)
- Hemphill County (est)
- Gray County (sud)
- Carson County (sud-ovest)
- Hutchinson County (ovest)
- Hansford County (nord-ovest)
- Wheeler County (sud-est)

## Politica
Alle Elezioni presidenziali negli Stati Uniti d'America del 2016 il 94.58% della popolazione della contea votò per Donald Trump, del Partito Repubblicano, mentre il 3.61% scelse Hillary Clinton, del Partito Democratico. Questo rende la contea la più importante roccaforte dei repubblicani.